# 米亚克
米亚克（法語：Millac，法語發音：[mijak]）是法国新阿基坦大区维埃纳省的一个市镇，属于蒙莫里永区。

## 地理
米亚克（46°11'23"N, 0°41'14"E）面积40.59 平方千米，位于法国新阿基坦大区维埃纳省，该省份为法国中西部省份，北起曼恩-卢瓦尔省和安德尔-卢瓦尔省，西接德塞夫勒省，南至夏朗德省，东南接上维埃纳省，东临安德尔省。
与米亚克接壤的市镇（或旧市镇、城区）包括：阿布扎克、布卢尔河畔阿涅尔、阿瓦耶利穆济讷、利勒茹尔丹、吕沙、布卢尔德河畔穆泰尔、勒维让。

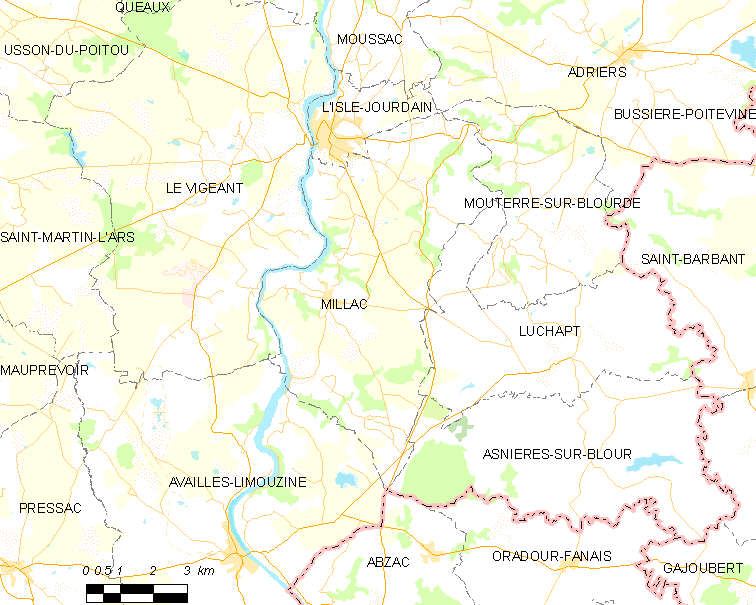
米亚克的OSM定位图

米亚克的时区为UTC+01:00、UTC+02:00（夏令时）。

## 行政
米亚克的邮政编码为86150，INSEE市镇编码为86159。

## 政治
米亚克所属的省级选区为吕萨克堡县。

## 人口

1962-2008年间米亚克人口变化图示

米亚克于2022年1月1日时的人口数量为467人。